# Tiga GC289
Chronologie des modèles
Tiga GC288
La Tiga GC289 est une voiture de sport homologuée pour courir dans la catégorie Groupe C2 de la fédération internationale du sport automobile (FISA). Elle a été développée et construite par Tiga Race Cars afin de participer au championnat du monde des voitures de sport. Elle a fini sa carrière dans le championnat Interserie. Quatre exemplaires ont été construits et une Tiga GC288 a été mise à jour et reconfigurée afin d'être aux spécifications de la Tiga GC289,.